# Ablabesmyia oriplanus
Ablabesmyia oriplanus är en tvåvingeart som först beskrevs av Jean-Jacques Kieffer 1911.  Ablabesmyia oriplanus ingår i släktet Ablabesmyia och familjen fjädermyggor. Inga underarter finns listade i Catalogue of Life.